# Bertil Persson (simmare)
Bertil Persson, född den 2 mars 1920, var en svensk simmare som blev svensk mästare på 100 m ryggsim fem gånger: 1943, 1945, 1946, 1947 och 1948. Vid Europamästerskapen i Monte Carlo 1947 kom han sexa på 100 m ryggsim. Han tilldelades Rundturens guldmedalj 1943 för sin SM-vinst och en landskampsseger mot Danmark (detta var under andra världskriget och inga internationella tävlingar hölls) och Skånes simförbunds guldmedalj 1944. Persson simmade för malmöklubben SK Ran.